# 9969 Braille
9969 Braille è un asteroide areosecante. Scoperto nel 1992, presenta un'orbita caratterizzata da un semiasse maggiore pari a 2,3415968 au e da un'eccentricità di 0,4332307, inclinata di 28,99204° rispetto all'eclittica.
L'asteroide è dedicato all'inventore francese Louis Braille.
È stato raggiunto dalla sonda Deep Space 1 nel 1999.